# Armin Sinančević
Armin Sinančević (in serbo Армин Синанчевић?; Prijepolje, 14 agosto 1996) è un pesista serbo.

## Palmarès
| Anno | Manifestazione          | Sede      | Evento         | Risultato      | Prestazione | Note                                                         |
| ---- | ----------------------- | --------- | -------------- | -------------- | ----------- | ------------------------------------------------------------ |
| 2019 | Mondiali                | Doha      | Getto del peso | Finale         | nm          |                                                              |
| 2021 | Europei indoor          | Toruń     | Getto del peso | 6º             | 20,74 m     |                                                              |
| 2021 | Giochi olimpici         | Tokyo     | Getto del peso | 7º             | 20,89 m     |                                                              |
| 2022 | Giochi del Mediterraneo | Orano     | Getto del peso | Oro            | 21,29 m     | Record dei Giochi · Miglior prestazione personale stagionale |
| 2022 | Europei                 | Monaco    | Getto del peso | Argento        | 21,39 m     |                                                              |
| 2023 | Europei indoor          | Istanbul  | Getto del peso | nm (q)         | nm (q)      |                                                              |
| 2023 | Mondiali                | Budapest  | Getto del peso | 9º             | 20,78 m     |                                                              |
| 2024 | Europei                 | Roma      | Getto del peso | Qualificazione | nm          |                                                              |
| 2024 | Giochi olimpici         | Parigi    | Getto del peso | 24º (q)        | 19,31 m     |                                                              |
| 2025 | Europei indoor          | Apeldoorn | Getto del peso | 5º             | 20,49 m     |                                                              |